# Tosh Gitonga
Tosh Gitonga, né le 20 septembre 1981 à Nanyuki au Kenya, est un réalisateur kényan devenu acteur. 

## Biographie
David Tosh Gitonga, né le 20 septembre 1981 à Nanyuki, au Kenya est un cinéaste et realisateur Kenyan avec un premier metrage en 2022.

### Filmographie
- 2011 : Changements III
- 2012 : Nairobi Half Life
- 2014 : Sous les mensonges
- 2018 : Déconnecter

## Distinctions et nominations
2024 prix du meilleur documentaire pour « Two Villages » au Festival du film Open World de Toronto.
En 2025 il fait partie des17 réalisateurs sélectionnés pour le premier programme de réalisateurs de Red Sea Labs.

## Voire aussi